# Brassica rapa
Espèce
Synonymes
- Barbarea derchiensis S.S. Ying[2] [3]
- Brassica amplexicaulis Hochst. ex A.Rich.[2]
- Brassica antiquorum H.Lév.[3]
- Brassica asperifolia var. esculenta Gren. & Godr.[3]
- Brassica asperifolia var. oleifera Godr.[3]
- Brassica asperifolia Lam.[3]
- Brassica brassicata A.Chev.[2] [3]
- Brassica briggsii Varenne[3]
- Brassica campestris Auct. p.p.[3]
- Brassica campestris L.[2]
- Brassica cibaria Dierb.[3]
- Brassica colza H.Lév.[3]
- Brassica dubiosa L.H.Bailey[2]
- Brassica japonica Makino[2]
- Brassica lutea Gilib.[2]
- Brassica macrorhiza Gray[2]
- Brassica napella Chaix[2]
- Brassica oleracea var. chinensis (L.) Prain[2]
- Brassica parachinensis L.H.Bailey[2]
- Brassica quadrivalvis Hook.f. & Thomson[2]
- Brassica rapa subsp. afghanica (Sinskaya) Shebalina[2]
- Brassica saruna Siebold[2]
- Brassica trilocularis Hook.f. & Thomson[2]
- Caulanthus sulfureus Payson[2]
- Crucifera rapa E.H.L.Krause[2]
- Napus campestris (L.) Schimp. & Spenn.[2]
- Napus rapa (L.) Schimp. & Spenn.[2]
- Raphanus campestris (L.) Crantz[2]
- Raphanus rapa (L.) Crantz[2]
- Sinapis communis Noronha[2]
- Sinapis dichotoma Roxb.[2]
- Sinapis glauca Roxb.[2]
- Sinapis pekinensis Lour.[2]
- Sinapis rapa (L.) Brot.[2]
- Sinapis tuberosa Poir.[2]

Brassica rapa L., le Chou champêtre, est une espèce de la famille des Brassicaceae (Crucifères), cultivée comme plante potagère ou fourragère. Il comprend les différents types de navet, certaines raves, la navette oléagineuse et le chou chinois, le  pakchoï et le pe-tsaï.

## Travaux scientifiques
Le génome de Brassica rapa L. (2n = 20) est en cours de séquençage par le consortium international Brassica rapa Genome Project. La France a été le premier partenaire du consortium à rendre sa contribution utilisable par toute la communauté scientifique.

## Liste des sous-espèces et variétés
Selon Tropicos (30 octobre 2018) (Attention liste brute contenant possiblement des synonymes) :
- Brassica rapa subfo. nagakuba M. Hiroe
- Brassica rapa subfo. youngtungtsai Kitam.
- Brassica rapa subsp. afghanica (Sinskaya) Shebalina
- Brassica rapa subsp. campestris (L.) Clapham
- Brassica rapa subsp. chinensis (L.) Hanelt : le Bok choy ou Pak choï
- Brassica rapa subsp. dichotoma Hanelt
- Brassica rapa subsp. japonica Shebalina
- Brassica rapa subsp. napus (L.) Briq.
- Brassica rapa subsp. narinosa (L.H. Bailey) Hanelt, Syn. Brassica narinosa L.H.Bailey
- Brassica rapa subsp. nipposinica (L.H. Bailey) Hanelt
- Brassica rapa subsp. oleifera (DC.) Metzg.
- Brassica rapa subsp. pekinensis (Lour.) Hanelt, Syn. Brassica campestris subsp. pekinensis (Lour.) G.Olsson
- Brassica rapa subsp. rapa, Syn. Brassica rapa subsp. rapifera Metzg : le navet
- Brassica rapa subsp. rapifera Metzg.
- Brassica rapa subsp. sylvestris Janch. & Wendelb.
- Brassica rapa subsp. trilocularis Hanelt
- Brassica rapa convar. europea Shebalina
- Brassica rapa var. alborosea Shebalina
- Brassica rapa var. amplexicaulis Tanaka & Ono
- Brassica rapa var. annua W.D.J. Koch
- Brassica rapa var. briggsii S. Watson
- Brassica rapa var. campestris (L.) Peterm.
- Brassica rapa var. cephalata Hanelt
- Brassica rapa var. chinensis (L.) Kitam.
- Brassica rapa var. chinoleifera (Viehoever) Kitam.
- Brassica rapa var. communis Hanelt
- Brassica rapa var. cylindrica Hanelt
- Brassica rapa var. depressa DC.
- Brassica rapa var. dichotoma Kitam.
- Brassica rapa var. dissecta (O.E. Schulz) Gladis
- Brassica rapa var. glabra Regel
- Brassica rapa var. globosa Peterm.
- Brassica rapa var. hybrida Shebalina
- Brassica rapa var. intermedia Shebalina
- Brassica rapa var. laxa (Tsen & S.H.Lee) Hanelt
- Brassica rapa var. leptorhiza Spach
- Brassica rapa var. nipposinica Hanelt
- Brassica rapa var. oblonga (Mill.) Tacik
- Brassica rapa var. oleifera DC.,  Syn. Brassica campestris L. : la navette
- Brassica rapa var. oleronensis Sav.
- Brassica rapa var. pandurata (V.G. Sun) Gladis
- Brassica rapa var. parachinensis (L.H. Bailey) Hanelt,  Syn.Brassica parachinensis L.H.Bailey
- Brassica rapa var. pekinensis Hanelt : le pe-tsaï
- Brassica rapa var. perviridis L.H. Bailey (komatsuna)
- Brassica rapa var. purpuraria Kitam., Syn.Brassica campestris var. purpurea L.H.Bailey
- Brassica rapa var. quadrivalvis (Hook. f. & Thomson) Kitam.
- Brassica rapa var. rapa : le navet
- Brassica rapa var. rosularis (Tsen & S.H.Lee) Hanelt
- Brassica rapa var. rubra (Sinskaya) Shebalina
- Brassica rapa var. sarcorhiza Spach
- Brassica rapa var. sativa Mérat
- Brassica rapa var. seticeps L.H. Bailey
- Brassica rapa var. sylvestris Briggs
- Brassica rapa var. trilocularis Kitam.
- Brassica rapa var. violascens Shebalina